# Lexington (Tennessee)
Lexington es una ciudad ubicada en el condado de Henderson en el estado estadounidense de Tennessee. En el Censo de 2010 tenía una población de 7.652 habitantes y una densidad poblacional de 237,94 personas por km².

## Geografía
Lexington se encuentra ubicada en las coordenadas 35°39′17″N 88°24′41″O / 35.65472, -88.41139. Según la Oficina del Censo de los Estados Unidos, Lexington tiene una superficie total de 32.16 km², de la cual 31.73 km² corresponden a tierra firme y (1.34%) 0.43 km² es agua.

## Demografía
Según el censo de 2010, había 7652 personas residiendo en Lexington. La densidad de población era de 237,94 hab./km². De los 7652 habitantes, Lexington estaba compuesto por el 0.08% blancos, el 0.01% eran afroamericanos, el 0.2% eran amerindios, el 0.47% eran asiáticos, el 0% eran isleños del Pacífico, el 1.52% eran de otras razas y el 2.95% pertenecían a dos o más razas. Del total de la población el 3.27% eran hispanos o latinos de cualquier raza.